# 洛雅怡
洛雅怡（英語：Stephanie Norton，2000年9月18日—），香港女子帆船运动员，她在大约八至九岁时开始练习帆船，曾获得2022年亚洲运动会女子爱尔卡6级银牌。她也曾参加2020年夏季奥林匹克运动会。为了能代表中国香港参赛，她决定放弃先前持有的英国国籍。